# Brillant à gorge noire
Heliodoxa schreibersii
Espèce
Statut de conservation UICN

 LC  : Préoccupation mineure
Statut CITES
Le Brillant à gorge noire ou  Brillant de Schreibers (Heliodoxa schreibersii) est une espèce de colibris.

## Répartition
Cet oiseau est présent en Brésil, en Colombie, en Équateur et au Pérou.

## Habitat
Ses habitats sont les forêts tropicales et subtropicales humides de basses et hautes altitudes, les forêts humides de broussailles.

## Sous-espèces
D'après Alan P. Peterson, cette espèce est constituée des deux sous-espèces suivantes :
- Heliodoxa schreibersii schreibersii (Bourcier, 1847) ;
- Heliodoxa schreibersii whitelyana (Gould, 1872).

Carte de répartition de l'espèce